# Sedum kingdonii
Sedum kingdonii är en fetbladsväxtart som beskrevs av Hideaki Ohba. Sedum kingdonii ingår i Fetknoppssläktet som ingår i familjen fetbladsväxter. Inga underarter finns listade i Catalogue of Life.